# AT4
AT4 je nevođeno, prijenosno, bez-trzajno, glatkocijevno oružje napravljeno u Švedskoj. Saab Bofors Dynamics proizvodi AT4. Oznaka "CS" znači "zatvoren prostor" (eng. confined space), misleći na barutno punjen naboj koji bi učinkovito djelovao unutar urbanog okruženja. Tvrtka Saab je imala značajan uspjeh u prodaji AT4, što ga čini jednom od najčešćih lakih protu-oklopnih i/ili anti-tenkovskih oružja u svijetu. Namijenjen je za to da pješaštvo eliminira oklopna vozila ili fortifikacije, iako to nije općenito dovoljna šteta da bi se uništio moderni glavni borbeni tenk (MBT). 

## Razvoj
AT4 je dizajniran kao oružje da uništi od srednjih do lakih oklopnih vozila iz bilo kojeg smjera, MBT (eng. Main Battle Tank, glavni borbeni tenk) sa strane ili iza, i kao jurišno oružje protiv nekih struktura i građevina. Jedan ključni zahtjev je bio da AT4 ne smije biti u stanju samo probiti oklop nego i imati razoran izvan-oklopni učinak nakon penetracije (probijanja oklopa). Švedska vojska je počela s prvim evalucijama otpuštanja AT4 u proljeće 1981. sa 100 testiranih primjeraka početkom 1982. 
Čak i prije nego što je Švedska usvojila AT4, ušao je u konkurenciju američke vojske za novo protu-tenkovsko oružje ovlašteno od strane Kongresa u 1982., kada se FGR-17 nije pokazao uspješnim za zamjenu M72 LAW-a. Američka vojska je testirala 6 oružja 1983. britanski LAW 80, njemački Armbrust, francuski APILAS, norveški M72E4 (modificirani M72 LAW), američki Viper i švedski AT4. Iako vrlo impresionirani jednostavnošću i izdržljivosti testiranog AT4-a, američka vojska je pronašla prostor za poboljšanje, posebno sa stražnjim i prednjim branicima za lansirne cijevi i ciljnikom. Nakon tih promjena, AT4 je usvojen za američku vojsku kao Lightweight Multipurpose Weapon M136 (lako višenamjensko oružje - M136). Švedska vojska je također priznala nekoliko poboljšanja, a naknadno usvojila amerikaniziranu verziju AT4, kao Pansarskott M/68 (Pskott M/68), uz dodatke poput drške kako bi AT4 bio miran tijekom ciljanja i paljbe. Prednji sklopivi rukohvat je jedina razlika između američkog i švedskog AT4. 
Zbog urbanih borbenih uvjeta s kojima se vojne jedinice SAD-a zadnjih nekoliko godina suočavaju redovito, menadžer naoružanja je zadužen za kupovinu AT4, suspendirao je nalog za standardnu verziju AT4 i od sada se samo naručuju AT-4 CS. 